# گذرگاه هوایی(AAirpass)
[کارت پرواز بی نهایت(AAirpass)]
یک برنامه تخفیف مبتنی بر AAirpass  عضویت بود که توسط American Airlines  به مسافران مکرر ارائه شد که در سال ۱۹۸۱ میلادی راه اندازی شد.
این برنامه بیشتر به دلیل ارائه قبلی سفر نامحدود به مکان های باشگاه آدمیرالز شناخته شده است.به دارندگان مجوز برای پنج سال یا مادام العمر پیشنهاد می شد‌.پس از اینکه برنامه مادام‌العمر و سفر نامحدود AAirpass متوقف شد،هواپیمایی امریکن ایرلاینز محصولی متفاوتی را با نام مشابه ارائه کرد که در عوض بر کرایه های پیش پرداخت با قیمت ثابت برای مسافران تجاری مکرر تمرکز داشت و حداقل تعهد سالانه یک دلار برای هر مسافر را می طلبید‌.ارائه این نسخه از امریکن ایرلاینز در سال ۳۰ نوامبر سال ۲۰۲۲ متوقف شد،امریکن ایرلاینز  قصد دارد در ۳۱ نوامبر سال ۲۰۲۴ به طور کامل این برنامه را باز کند.
عضویت نامحدود AAirpass همچنان معتبر است.